# Llac d'Ohrid
El llac d'Ohrid o llac d'Okhrida (macedònic: Охридско Езеро; albanès: Liqeni i Ohrit; grec antic: Λυχνῖτις λίμνη) és un llac situat a la frontera entre el sud-oest de Macedònia del Nord i l'est d'Albània. És un dels llacs més profunds i més antics d'Europa i preserva un ecosistema de gran importància, amb més de 200 espècies endèmiques. El 1979 va ser declarat Patrimoni de la Humanitat i el 2010 la NASA va batejar un dels Llacs de Tità amb nom d'Ohrid. Les ciutats de Pogradec, a Albània, i Ohrid i Struga a Macedònia del Nord, estan situades a la vora del llac. Té una superfície de 358 km² i una profunditat màxima de 288 metres. Està alimentat pel llac Prespa al sud-est i drena les aigües del Drin Negre, que desemboca a la mar Adriàtica.
Les primeres mencions històriques són en Polibi i en els Iambes al Rei Nicomedes, sota el nom de llac Licnitis, en referència a la ciutat de Lícnidos, actualment Ohrid. Segons Estrabó era abundós de peix. En les seves conquestes dels territoris de les tribus il·líries, Filip V de Macedònia va empènyer aquests pobles cap a la rodalia del llac.